# Tarō Kōno

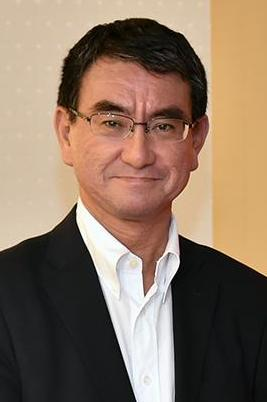
Tarō Kōno (2017)

Tarō Kōno (jap. 河野 太郎 Kōno Tarō; * 10. Januar 1963 in Hiratsuka, Präfektur Kanagawa) ist ein japanischer Politiker und Abgeordneter im Shūgiin, dem Unterhaus des Parlaments, für den 15. Wahlkreis Kanagawa, Mitglied der Liberaldemokratischen Partei (LDP) und unter anderem ehemaliger Außen- und Verteidigungs-, Digitalisierungs- und Polizeiminister. Innerparteilich gehört er zur Asō-Faktion.
Kōno studierte nach dem Besuch der angeschlossenen Mittel- und Oberschulen an der Keiō-Universität, anschließend studierte er an der Georgetown University. Während seiner Zeit in den Vereinigten Staaten arbeitete er unter anderem für den demokratischen Senator Alan Cranston und den Abgeordneten Richard Shelby – damals ebenfalls Demokrat. Nach seinem Studienabschluss 1985 arbeitete er ab 1986 für Fuji Xerox, ab 1993 für den Automobilzulieferer Nippon Tanshi.
Bei der Shūgiin-Wahl 1996 wurde Kōno für die LDP im 15. Wahlkreis Kanagawa erstmals ins Parlament gewählt. Den Wahlkreis, der auch nach Neuzuschnitt 2022/2024 seine Heimatstadt Hiratsuka umfasst, gewann er bei der Wahl 2024 zum zehnten Mal in Folge, durchgehend seit 2012 ohne Gegenkandidaten der jeweiligen Hauptoppositionspartei. Von 2005 bis 2006 war er Staatssekretär im Justizministerium, im Shūgiin war er ab 2008 Vorsitzender des Auswärtigen Ausschusses. 2009 erklärte er nach dem Rücktritt von Premierminister Tarō Asō seine Kandidatur bei der Wahl des Parteivorsitzenden, unterlag aber deutlich dem erfahreneren Sadakazu Tanigaki.
Kōno war außerdem Gastdozent an der Hōsei-Universität, ist ehemaliger Vorsitzender und (Stand: 2021) Ehrenvorsitzender des Leichtathletikverbandes Kanagawa, und bis 2015 des Triathlonverbandes Kanagawa sowie ehemals Vorsitzender und leitender Direktor von K.K. Shōnan Bellmare.
Premierminister Shinzō Abe berief Kōno bei der ersten Umbildung seines dritten Kabinetts 2015 zum Vorsitzenden der Nationalen Kommission für Öffentliche Sicherheit und Minister beim Kabinettsamt für besondere Aufgaben, namentlich Verbraucher & Lebensmittelsicherheit, Deregulierung und Katastrophenschutz. Er blieb bis zur erneuten Umbildung 2016 im Amt. Am 3. August 2017 wurde er Außenminister im zum dritten Mal umgebildeten Kabinett Abe III. Am 11. September 2019 wechselte Kōno vom Außenministerium in das Verteidigungsministerium. Sein Nachfolger als Außenminister wurde Toshimitsu Motegi. Mit Antritt des Kabinetts Suga im September 2020 übergab er das Verteidigungsministerium an Nobuo Kishi und wurde Minister für Okinawa und die „Nördlichen Territorien“ (Südkurilen). Anfang 2021 erhielt er zusätzlich die neu geschaffene Zuständigkeit für die COVID-19-Impfkampagne.
Bei der Wahl des LDP-Vorsitzenden 2021 kandidierte Kōno für die Nachfolge Yoshihide Sugas. Er gewann im ersten Wahlgang das Mitgliedervotum, lag aber unter den Abgeordneten der beiden LDP-Nationalparlamentsfraktionen nur auf dem dritten Platz und unterlag in der resultierenden Stichwahl Fumio Kishida. Anschließend wechselte er als Chef der PR-Abteilung der LDP (広報本部長 kōhō honbu-chō) vom Kabinett in den Parteivorstand. Bei Kishidas erster Kabinettsumbildung seines zweiten Kabinetts im September 2022 kehrte er wieder ins Kabinett zurück, wo er erneut den Ministerposten für Verbraucherschutz & Lebensmittelsicherheit und die 2021 gegründete Digitalisierungsbehörde übernahm. Er blieb bis zum Ende von Kishidas Amtszeit im 2024 im Amt. Bei der folgenden Wahl des Parteivorsitzenden im September 2024 trat Kōno erneut an, schied aber in einem Rekordfeld aus neun Kandidaten im ersten Wahlgang auf dem achten Platz aus.

## Familie
Kōnos Vater Yōhei war Abgeordneter und Präsident des Shūgiin, in den 1990er Jahren LDP-Parteivorsitzender und ist Präsident des japanischen Leichtathletikverbandes Nihon Rikuren (engl. JAAF). Sein Großonkel Kenzō war Abgeordneter und Präsident des Sangiin, des Oberhauses, und 1965 bis 1975 Präsident des japanischen Leichtathletikverbandes. Und sein Großvater Ichirō war zwischen 1932 und 1965 Abgeordneter, nach Kriegsende Mitgründer der LDP, mehrfach Minister sowie 1965 Präsident des japanischen Leichtathletikverbandes.
Kōnos Mutter ist eine Tochter des Unternehmers Kyōichi Itō und Enkelin von Chūbē Itō, dem Gründer der heutigen Handelskonzerne Itōchū Shōji und Marubeni.